# Linha 6 (Metro de Madrid)

Linha 6 - Cinza

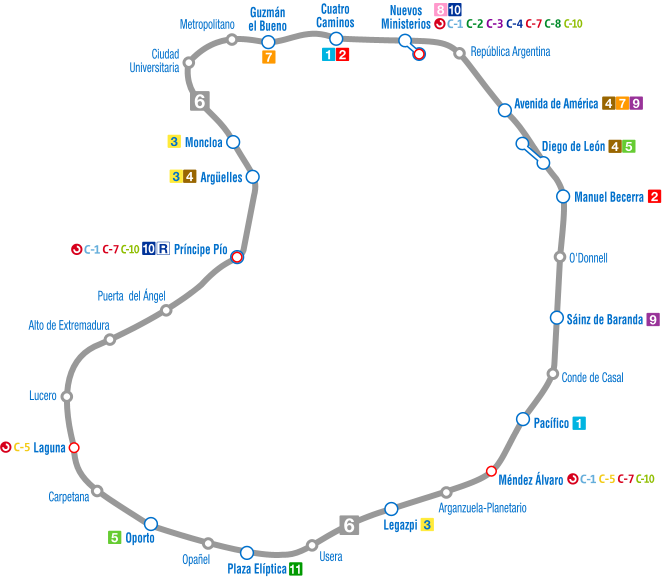
Linha 6 - Cinza

A Linha 6 do Metro de Madrid tem um comprimento de 23,5 quilómetros e 28 estações. 

## Cronologia

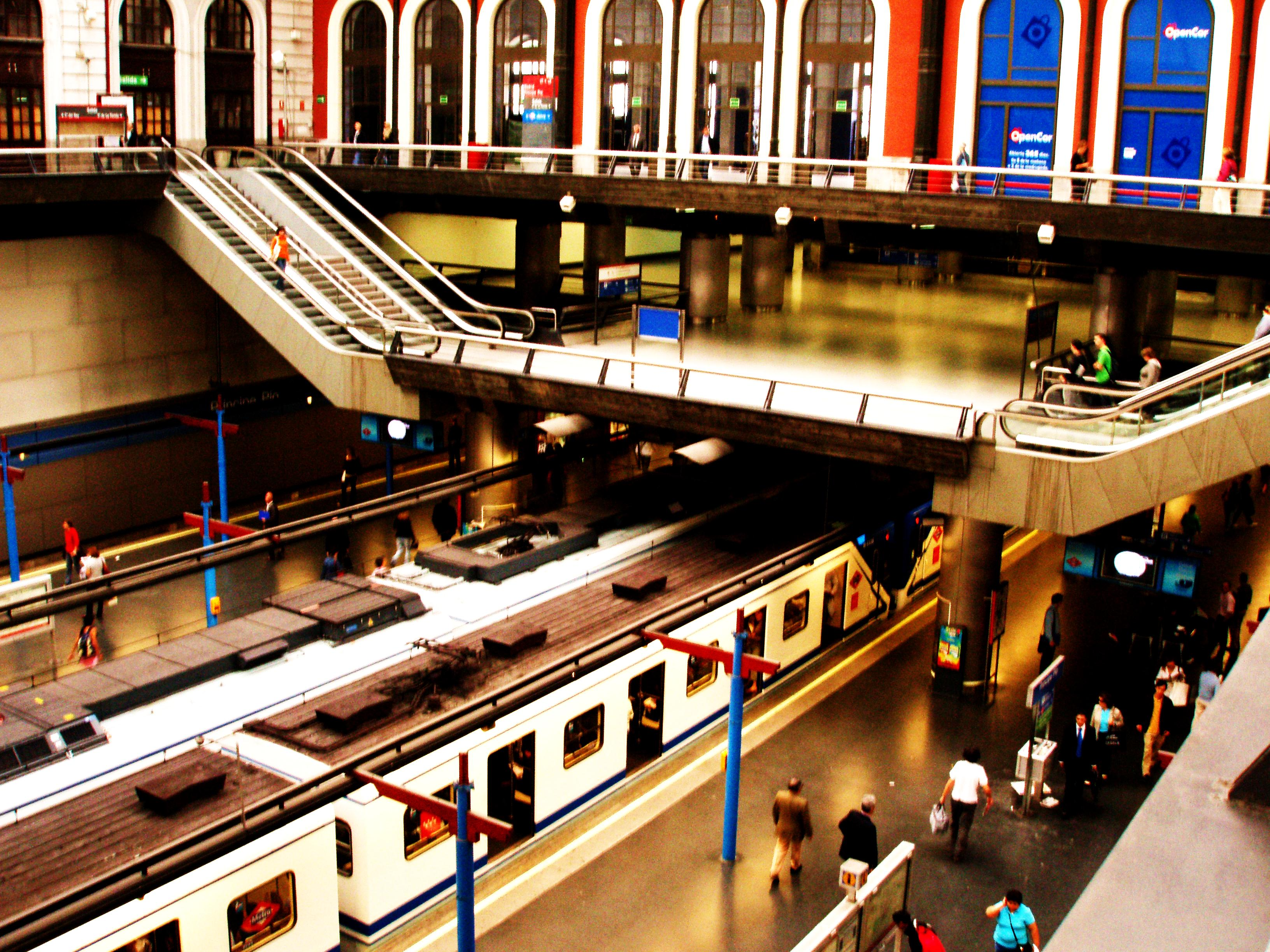
Estação Príncipe Pío
acesso as Linhas 6 e Linha 10

O primeiro trecho da linha foi inaugurado em 1974 entre as estações de Estação Cuatro Caminos|Cuatro Caminos e Pacífico.
Em 1980 foi prolongada até à estação Oporto.
Em 1982 foi escavado o trecho entre Laguna e Puerta del Ángel que no anos seguinte foi ligado à estação de Oporto.
Em 1995, a circular ficou completa com a ligação até Estação Cuatro Caminos|Cuatro Caminos.

## Ligação externa
- Página Oficial do Metro de Madrid
- Mapa do Metro de Madrid